# دهستان توپقره
دهستان توپقره نام دهستانی در بخش دوتپه شهرستان خدابنده، استان زنجان در ایران است. 